# August Ferdinand Bernhardi
August Ferdinand Bernhardi, född 24 juni 1769 i Berlin, död där 1 juni 1820, var en tysk språkforskare och författare. Han var far till Theodor von Bernhardi. 
Bernhardi var konsistorialråd och direktor vid Friedrich Wilhelms-gymnasiet i Berlin. Han är som filolog mest känd för skrifterna Vollständige lateinische Grammatik (1795–97), Vollständige griechische Grammatik (1797), Sprachlehre (1801–03) och Anfangsgründe der Sprachwissenschaft (1805). Han hade nära kontakt med Ludwig Tieck (med vars syster Sofie han var gift 1799–1805, då han lät skilja sig från henne), Friedrich Schleiermacher, Johann Gottlieb Fichte och bröderna August Wilhelm och Karl Wilhelm Friedrich Schlegel och deltog med iver i deras estetiska strävanden, varom vittnar såväl hans teaterkritiker som hans avhandling Über den Philoktet des Sophokles (1811) och i synnerhet de skämtsamma Bambocciaden (1797–1800). En frukt av Bernhardis lärarverksamhet är hans Ansichten über die Organisation der gelehrten Schulen (1818). Sonen Wilhelm Bernhardi utgav 1847 Reliquien, innehållande kritiker av fadern.